# Linaria incarnata
Linaria incarnata é uma espécie de planta com flor pertencente à família Scrophulariaceae. 
A autoridade científica da espécie é (Vent.) Spreng., tendo sido publicada em Systema Vegetabilium, editio decima sexta 2: 796. 1825.

## Portugal
Trata-se de uma espécie presente no território português, nomeadamente em Portugal Continental.
Em termos de naturalidade é nativa da região atrás indicada.

## Protecção
Não se encontra protegida por legislação portuguesa ou da Comunidade Europeia.